# Krameria
Krameria is een genus in de bedektzadigen, van één à twee dozijn soorten. Het komt voor in de warmere delen van de beide Amerika's.
In het APG II-systeem (2003) wordt dit geslacht gerekend tot de familie Zygophyllaceae of, naar keuze, beschouwd als de eigen familie (Krameriaceae). De familie wordt niet in een orde geplaatst. In bronnen sinds 2003 wordt echter een orde Zygophyllales geaccepteerd en het is aannemelijk dat deze ook zal staan in de 3e editie van The Plant-book, waarop de Heukels zich baseert.